# Onra

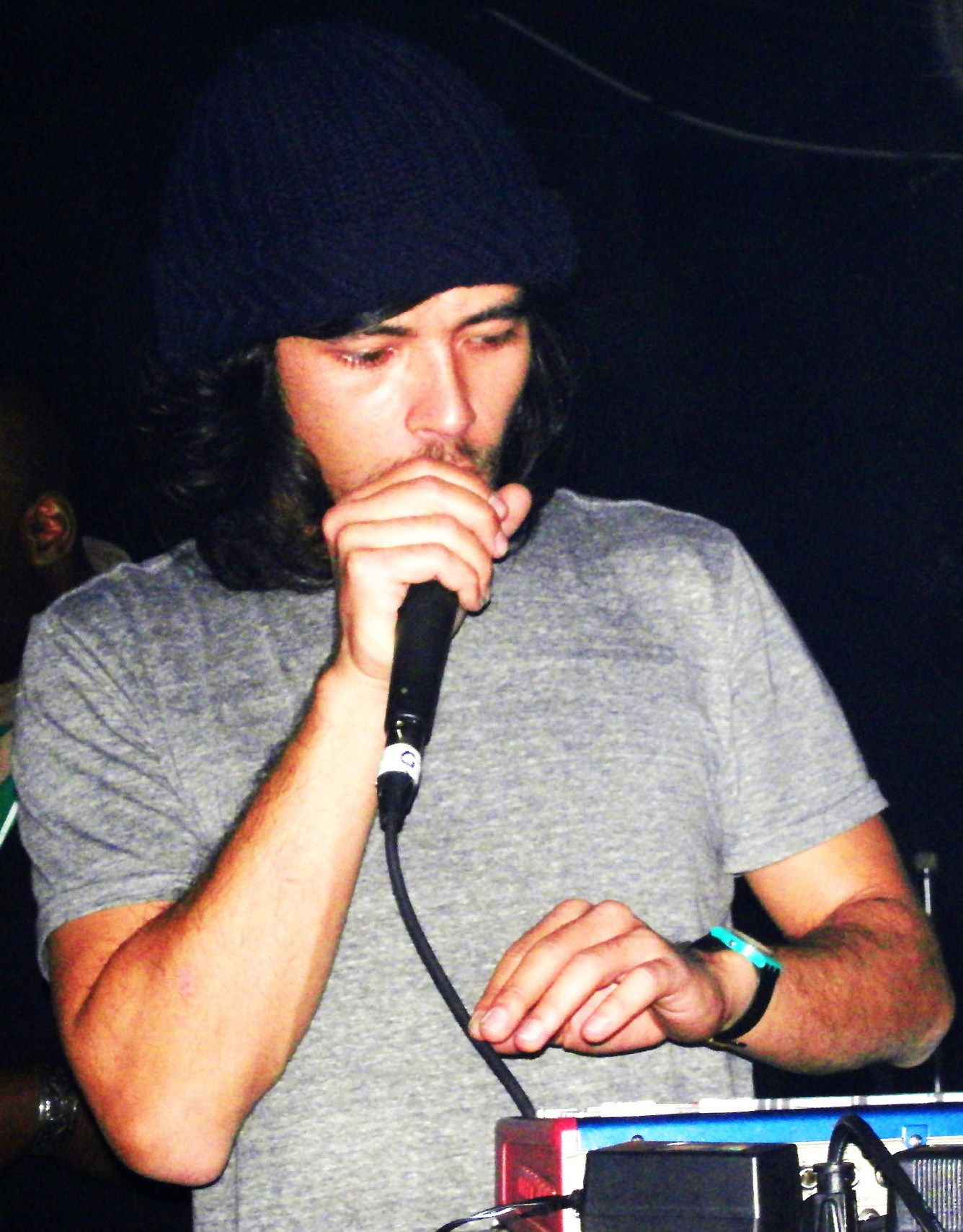
Onra

Onra (* 15. Mai 1981 als Arnaud Antoine Rene Bernard) ist ein Beat-Produzent aus Frankreich. Er lebt in Paris.
Seine auf Funk- und Soul-Samples basierende Produktionstechnik ist im Hip-Hop beheimatet, variiert zuweilen aber in die Genres Dubstep und Electro.

## Geschichte
Onra (rückwärts gelesen klingt es wie sein Vorname Arnaud) wurde 1981 in Trier, Deutschland geboren. Seine Eltern sind Franzosen, wobei die Familie seines Vaters vietnamesische Wurzeln hat.
In seiner Musik greift Onra seine asiatischen Wurzeln auf, indem er insbesondere für seine Veröffentlichungen Chinoiseries (2007) sowie die Fortsetzungen Chinoiseries Pt.2 (2011) und Chinoiseries Pt.3 (2017) volkstümliche chinesische und vietnamesische Schallplatten sampelte.
Einem größeren Publikum wurde Onra während der Olympischen Spiele 2008 in Peking bekannt, als sein eingängiger Titel „The Anthem“ für einen Coca-Cola-Werbespot mit den Basketball-Spielern Yao Ming und LeBron James verwendet wurde.

## Diskografie

### Studioalben
- Present Tribute Bo Bun Records (2006)
- Chinoiseries  (2xLP) Favorite Recordings (2007)
- Chinoiseries (CD) Label Rouge Prod (2007); Bo Bun Records (2008)
- 1.0.8 (LP, CD) Favorite Recordings, Bo Bun Records 2009
- Long Distance (LP CD) All City Records (2010)
- Chinoiseries Pt.2 (LP, CD) All City Records (2011)
- Fundamentals (Download) All City Dublin (2015)
- Chinoiseries Pt.3 (LP, CD), All City Records (2017)
- Nobody Has To Know (LP, CD, Digital), All City Records (2018)

### Singles & EPs
- The Big Payback (12") Just Like Vibes (2007)
- Tribute EP (7", EP, White or Pink vinyl) Bo Bun Records (2007)
- My Comet / Shhhhhhh  (7", Ltd) All City Records (2008)
- Tribute EP II (7") Favorite Recordings (2008)
- Chinoiseries (7", Ltd) Favorite Recordings (2009)
- The One (12") All City Records (2010)
- Long Distance (12") All City Records (2010)
- Edits (12") All City Records (2011)
- Deep In The Night (12", EP) Fool’s Gold Records (2012)
- Supreme Sound from Paris (mit Walter Mecca) (12", EP, Ltd, Promo) Skullcandy Supreme Sound (2012)
- Over & Over (feat. Do or Die & Johnny P) (12", Single) All City Records (2015)
- Chinoiseries Tools (7") Beatsqueeze, DIESS Prod (2017)